# Samantha Riley
Samantha Riley (Brisbane, 13 november 1972) is een van de grootste zwemsters uit de Australische sportgeschiedenis. De pupil van trainer Scott Volkers behoorde in de jaren negentig van de 20e eeuw tot de wereldtop op de schoolslag. Riley verbeterde drie wereldrecords en werd in eigen land twee keer (1994 en 1995) uitgeroepen tot Sportvrouw van het Jaar. Ze kreeg later een in de pers breed uitgemeten verhouding met oud-schaatser Johann Olav Koss uit Noorwegen.

## Internationale erelijst

### 1991
Wereldkampioenschappen langebaan (50 meter) in Perth:
- Achtste op de 100 meter schoolslag 1.11,15

### 1992
Olympische Spelen (langebaan) in Barcelona:
- Derde op de 100 meter schoolslag 1.09,25

### 1993
Pan Pacific Games (langebaan) in Victoria
- Tweede op de 100 meter schoolslag 1.09,18

Wereldkampioenschappen kortebaan (25 meter) in Palma de Mallorca:
- Derde op de 100 meter schoolslag 1.07,77
- Derde op de 200 meter schoolslag 2.24,75

### 1994
Gemenebestspelen (langebaan) in Vancouver:
- Eerste op de 100 meter schoolslag 1.08,02
- Eerste op de 200 meter schoolslag 2.25,53

Wereldkampioenschappen langebaan (50 meter) in Rome:
- Eerste op de 100 meter schoolslag 1.07,69
- Eerste op de 200 meter schoolslag 2.26,87

### 1995
Pan Pacific Games (langebaan) in Atlanta:
- Eerste op de 200 meter schoolslag 2.24,81

Wereldkampioenschappen kortebaan (25 meter) in Rio de Janeiro:
- Eerste op de 100 meter schoolslag 1.05,70
- Eerste op de 200 meter schoolslag 2.20,85

### 1996
Olympische Spelen in Atlanta:
- Derde op de 100 meter schoolslag 1.09,18
- Vierde op de 200 meter schoolslag 2.27,91
- Tweede op de 4x100 meter wisselslag 4.05,08

### 1997
Pan Pacific Games (langebaan) in Fukuoka:
- Eerste op de 100 meter schoolslag 1.07,81
- Eerste op de 200 meter schoolslag 2.25,34

### 1998
Wereldkampioenschappen langebaan (50 meter) in Perth:
- Zesde op de 100 meter schoolslag 1.08,80
- Vierde op de 200 meter schoolslag 2.26,63

Gemenebestspelen (langebaan) in Kuala Lumpur:
- Tweede op de 100 meter schoolslag 1.09,08
- Eerste op de 200 meter schoolslag 2.27,30

### 1999
Wereldkampioenschappen kortebaan (25 meter) in Hongkong:
- Derde op de 100 meter schoolslag 1.07,50
- Tweede op de 4x100 meter wisselslag 4.00,37

Pan Pacific Games (langebaan) in Sydney:
- Vierde op de 100 meter schoolslag 1.09,21
- Vierde op de 200 meter schoolslag 2.28,75